# Gantt (Karolina Południowa)
Gantt – jednostka osadnicza w Stanach Zjednoczonych, w stanie Karolina Południowa, w hrabstwie Greenville.